# Vass László (egyháztörténész)
Vass László (Salomvár, Zala vármegye, 1780. június 9. – Pest, 1842. március 24.) filozófus, egyháztörténész, egyetemi teológiai tanár, apát-kanonok, táblabíró, a Magyar Tudományos Akadémia tiszteleti tagja.

## Élete
Középiskoláit 1792-től 1799-ig Szombathelyt járta, 1804-ben elvégezte a teológia IV. évi folyamát és pappá szentelték. Két évig káplánkodott, midőn 1805-ben Szombathelyt a szemináriumban az egyháztörténelemnek tanára lett. 1815-ben a Pesti Egyetem meghívta ugyanazon tanszékre; az egyetemnek 1818-19-ben és 1823-24-ben dékánja és 1827-28-ban rektora volt 1832. március 10-én a Magyar Tudományos Akadémia tiszteleti taggá választotta; ugyanazon év februárjában nagyváradi kanonok, majd battai apát lett. Tudományos szempontból, miután hazánkat már előbb minden irányban beutazta, 1837-ben Németországot, Belgiumot, Angliát, Franciaországot és Olaszországot járta meg. 1842-ben a hercegprímás Esztergom vármegye táblabírájává nevezte ki. Meghalt 1842. március 24-én Pesten. A Magyar Tudományos Akadémiában 1844. december 26-án Bitnitz Lajos tartott fölötte emlékbeszédet.
Cikkeket írt a Tudományos Gyűjteménybe (1833. VII., VIII. 1835. VII-X., 1836. IX., X., 1839. IV.); az Egyházi Folyóiratba (I-IV), a Szalay Imre Egyházi beszédek c. gyűjteményébe (III.).

## Munkái
- Breves animadversiones in opus cui titulus: Inst. hist. eccles. Joannis Alber. Pestini, 1826
- Responsum ad Appendiculam Joannis Alber. Uo. 1827
- Institutiones historiae ecclesiasticae novi foederis. Tomus I. Introductio. Uo. 1828
- Dictio anniversaria instaurationis die reg. scient. universitatis Hungaricae 25. Junii 1828. in majore palatio ejusdem universitatis habita. Budae
- Carmen honoribus excell. ac illustr. dni Antonii comitis Cziráky... comitatus Albensis suppremi comitis. Dum munus praesidis regiae scientiarum universitatis Hungaricae 2. Marti 1829. solenni ritu capesseret, oblatum. Pestini
- Öröm vers, a kir. magyar főiskola budai beiktatása ötvenedik esztendejére. Uo. 1830
- A párisi érsek határozata. Francziából. Uo. 1838
- Néhány szó azon iratra: «Írói rágalmazás az az czáfolása az «Athenaeum» f. évi júl. 29. 12. számában foglalt «Írói orzásnak» Uo. 1842